# Средиземноморские игры 2013
XVII Средиземноморские игры прошли в Мерсине (Турция) с 20 по 30 июня 2013 года. Соревнования прошли по 27 видам спорта.

## Основные события
Это были уже вторые игры в Турции. До этого в Измире проводились игры 1971 года.
В играх приняли участие спортсмены из 24 стран.

## Виды спорта
Соревнования прошли ещё по следующим видам спорта:

| - Академическая гребля - Бадминтон - Баскетбол - Бокс - Борьба - Боулз - Велогонки - Водное поло | - Воднолыжный спорт - Волейбол - Гандбол - Гольф - Дзюдо - Карате - Конный спорт - Лёгкая атлетика | - Настольный теннис - Парусный спорт - Плавание - Пляжный волейбол - Рафтинг - Спортивная гимнастика - Стрельба - Стрельба из лука | - Теннис - Триатлон - Тхэквондо - Тяжёлая атлетика - Фехтование - Футбол - Художественная гимнастика |

## Медальный зачёт
Участие приняли 24 стран. На этих Играх дебютировала команда Македонии.
| - Албания - Алжир - Андорра - Босния и Герцеговина - Греция - Египет | - Испания - Италия - Кипр - Ливан - Ливия - Северная Македония | - Мальта - Марокко - Монако - Сан-Марино - Сербия - Сирия | - Словения - Тунис - Турция - Франция - Хорватия - Черногория |